# Список авиарейсов с людьми в отсеках шасси

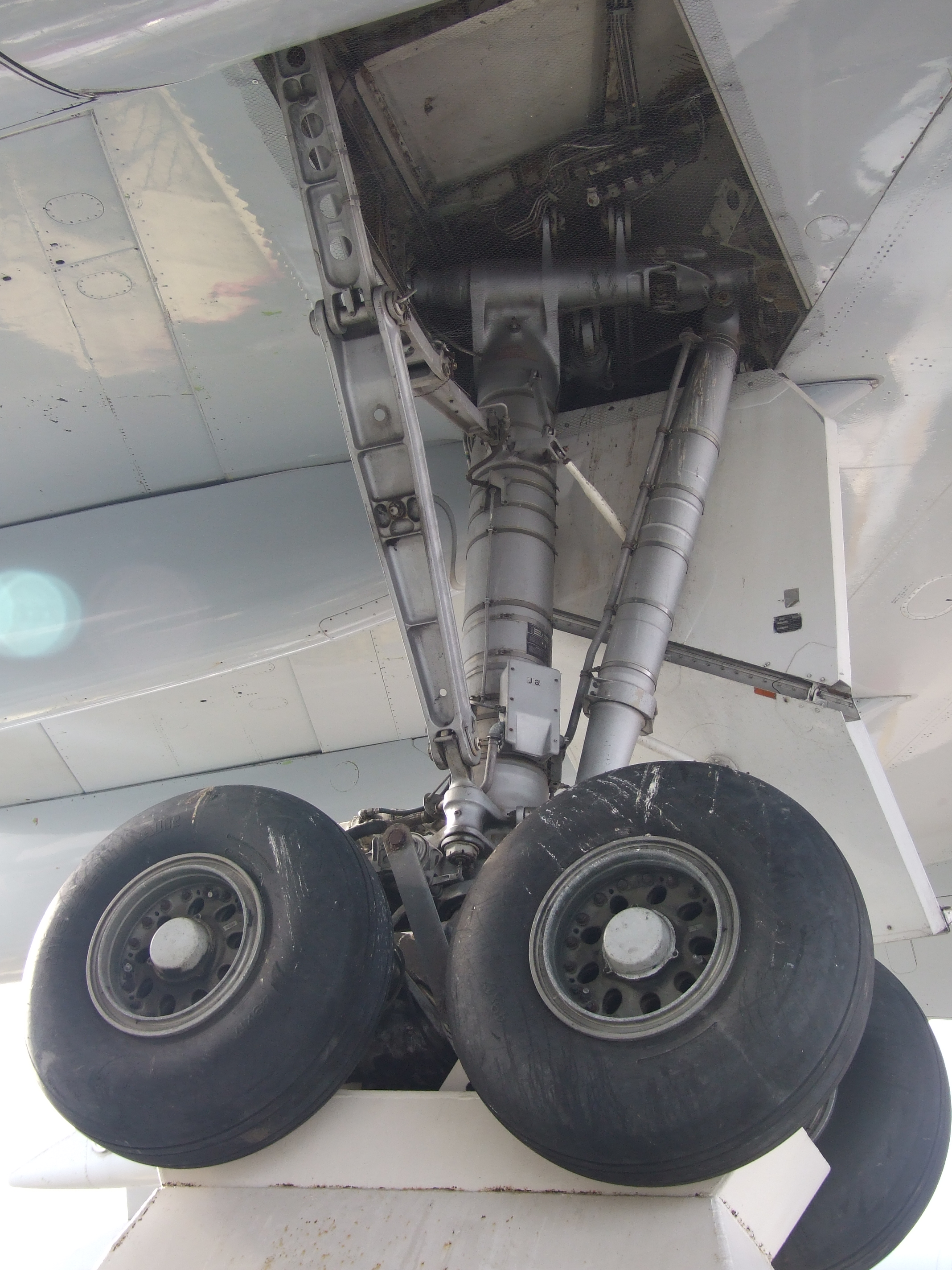
Отсек шасси самолёта Boeing 747

Ниже приведён список известных на сегодняшний день авиарейсов, на которых по различным причинам находились люди в отсеках шасси. По данным Федерального управления гражданской авиации США на январь 2014 года, всего, с 1947 года, имело место 103 подобных случая на 92 авиарейсах, в 23,3 % из них люди в отсеках шасси выжили. Также известен по крайней мере один случай с кошкой, которая 31 июля 2013 года выжила после рейса из Афин в Цюрих в переднем отсеке шасси Airbus A321.
Человек, находящийся в отсеке шасси во время полёта, сталкивается с двумя главными опасностями — гипоксией и гипотермией. Физиологический риск для человека в отсеке шасси минимален на высотах до 2,5 км (8000 футов), но выше может сказываться пониженное атмосферное давление и парциальное давление кислорода. На всех крейсерских высотах реактивных самолётов парциальное давление кислорода в отсеке шасси ниже уровня, способного поддерживать работу мозга. На высотах более 6 км (20 000 футов) человек в отсеке шасси может также испытать декомпрессионную болезнь и азотную газовую эмболию. Но по мере снижения самолёта наступает постепенное потепление и повторное насыщение кислородом.
Следует учитывать, что не все случаи перелётов такого рода были задокументированы, и не все выжившие, состояние здоровья которых позволяло самостоятельно покинуть место приземления, пожелали огласить свою личность и сам факт перелёта (особенно, учитывая то обстоятельство, что основная часть случаев перелёта людей в отсеках шасси — это попытки нелегально мигрировать за пределы того или иного государства ввиду невозможности осуществления этого легальным способом в силу тех или иных причин, в меньшей степени — экстремальный туризм).
Легенда: выжили все люди, выжил один из двух человек.
| Дата                | Находившийся (находившиеся) в отсеке                         | Рейс                                                             | Самолёт                               | Итог |
| ------------------- | ------------------------------------------------------------ | ---------------------------------------------------------------- | ------------------------------------- | --- |
| 7 августа 1946 г.   | Бас Ви, 12 лет                                               | Купанг — Дарвин                                                  | Douglas DC-3                          | Выжил, натурализовался в Австралии в 1958 г. и женился |
| 5 августа 1947 г.   | Мужчина, 30 лет                                              | Лиссабон — Натал                                                 | Douglas DC-3                          | Выжил |
| 28 сентября 1966 г. | Неизвестный, 17 лет                                          | Богота — Мехико                                                  | Колумбийский реактивный авиалайнер    | Выжил на высоте 34 000 футов (10 200 м) |
| 19 апреля 1966 г.   | Неизвестный, 20/21 год                                       | Орли — Марокко                                                   | Air France Sud Aviation Caravelle     | Погиб (замёрз) |
| 4 июня 1969 г.      | Армандо Сокаррас Рамирез, 17 лет, Хорхе Перез Бланко, 16 лет | Гавана — Мадрид (рейс 904 Iberia)                                | Douglas DC-8                          | Рамирез выжил, Бланко погиб |
| 26 июля 1969 г.     | Неизвестный, 17 лет, и второй неизвестный                    | Гавана — Мадрид                                                  | Douglas DC-8                          | Один выжил, второй упал и погиб |
| 21 июня 1970 г.     | Неизвестный, 13 лет                                          | Лион — Абиджан                                                   | Douglas DC-8                          | Погиб (упал в Абиджане после выпуска шасси) |
| 22 февраля 1970 г.  | Кит Сапсфорд, 14 лет                                         | Сидней — Токио (рейс Japan Airlines)                             | Douglas DC-8                          | Погиб (упал после взлёта с высоты 200 футов (60 м)) |
| 14 апреля 1972 г.   | Неизвестный, 18 лет                                          | Сан-Диего — Нью-Йорк                                             | Boeing 707                            | Погиб (замёрз) |
| 23 марта 1975 г.    | Неизвестный                                                  | Богота — Майами                                                  | Boeing 707                            | Погиб (упал) |
| 14 ноября 1986 г.   | Мужчина, 35 лет                                              | Панама — Майами                                                  | Boeing 707                            | Выжил на высоте 39 000 футов (11 700 м) |
| 19 февраля 1990 г.  | Двое из Тринидада                                            | Тринидад — Торонто (рейс BWIA West Indies Airways)               | Lockheed L-1011                       | Оба выжили после пятичасового перелёта |
| 4 июня 1993 г.      | Неизвестный, 13 лет                                          | Богота — Майами                                                  | Douglas DC-8                          | Выжил на высоте 35 000 футов (10 500 м), но замёрз |
| 4 августа 1993 г.   | Неизвестный, 19 лет                                          | Богота — Нью-Йорк                                                | Boeing 747                            | Погиб |
| 1995 г.             | Неизвестный рабочий-мигрант                                  | В Шанхай                                                         | Boeing 747                            | Погиб (замёрз и упал при посадке в аэропорту Пудун) |
| 2 августа 1996 г.   | Два монгольских мальчика, около 9 и 12 лет                   | Улан-Батор — авиабаза Кадена                                     | Lockheed C-141B ВВС США               | 9-летний выжил, второй погиб |
| 14 октября 1996 г.  | Пардип Саини, 22 года, Виджай Саини, 19 лет                  | Нью-Дели — Лондон                                                | Boeing 747                            | Пардип выжил в носовом отсеке на высоте 35 000 футов Виджай погиб |
| 22 марта 1997 г.    | Неизвестный                                                  | Найроби — Лондон                                                 | Boeing 747                            | Погиб |
| 1998                | Тревор Джейкобс, 30 лет                                      | Антигуа — Тринидад                                               | McDonnell Douglas MD-80               | Погиб (Джейкобс разыскивался по обвинению в нескольких преступлениях, в том числе похищение) |
| 7 февраля 1998 г.   | Неизвестный                                                  | Баку — Лондон (рейс 2028 British Airways)                        | Boeing 767                            | Погиб, тело обнаружено после посадки в аэропорту Гатвик 8 февраля |
| 28 июля 1998 г.     | Житель Китая, 23 года                                        | Шанхай — Токио                                                   | Boeing 747                            | Выжил, но был госпитализирован в критическом состоянии |
| 14 сентября 1998 г. | Эмилио Домингез, 23 года                                     | Сан-Педро-Сула — Майами (рейс 6130 Iberia)                       | McDonnell Douglas DC-9                | Выжил на высоте 33 000 футов (9900 м), летел в поисках работы, но был депортирован обратно в Гондурас |
| 28 июля 1999 г.     | Ягин Коита и Фоде Тункара, оба 14 лет                        | Конакри — Брюссель (рейс 520 Sabena)                             | Airbus A330                           | Оба погибли (замёрзли) |
| 4 августа 2000 г.   | Фидель Марухи, 24 года                                       | Папеэте — Лос-Анджелес — Париж (рейс 71 Air France)              | Boeing 747-400                        | Выжил, но получил серьёзное переохлаждение на высоте 38 000 футов (11 400 м). Был обнаружен при дозаправке в Лос-Анджелесе, позже объяснил, что главной причиной его полёта во Францию было желание «пожать руку» Зинедину Зидану.                  |
| июнь 2001 г.        | Мохаммед Аяз, 21 года                                        | Мухаррак — Лондон                                                | Boeing 777                            | Погиб (летел в Лондон из-за проблем с работой в Пакистане и Бахрейне) |
| 7 августа 2001 г.   | Неизвестный                                                  | Лондон — Нью-Йорк (рейс 131 American Airlines)                   | Boeing 777                            | Погиб (упал с высоты 1500 футов (450 м) при посадке в аэропорту имени Джона Кеннеди) |
| сентябрь 2001 г.    | Михаил Семиняга, 24 года                                     | Пермь – Екатеринбург – Франкфурт                                 | Airbus A320                           | Погиб (потерял сознание в следствии гипоксии и замёрз) |
| 24 декабря 2001 г.  | Альберто Родригез, 15 лет, Маикел Альмира, 16 лет            | Гавана – Лондон                                                  | Boeing 777                            | Оба погибли (планировали попасть на рейс в Майами) |
| июль 2002 г.        | Камерунец, 34 года                                           | Рио-де-Жанейро — Париж (рейс Air France)                         |                                       | Погиб |
| декабрь 2002 г.     | Виктор Альварез Молина, 24 года                              | Гавана — Монреаль                                                | McDonnell Douglas DC-10               | Выжил, получил статус беженца в Канаде |
| 5 декабря 2002 г.   | Два мальчика, 12 и 14 лет                                    | Аккра — Лондон                                                   | McDonnell Douglas DC-10               | Оба погибли |
| 11 января 2003 г.   | Мариано Алексис Эррера-Ба, техник аэропорта Пунта-Кана       | Пунта-Кана — Торонто                                             | Airbus A320                           | Погиб |
| 23 января 2003 г.   | Двое неизвестных                                             | Париж — Шанхай (рейс 112 Air France)                             | Boeing 777                            | Оба погибли (упали при посадке в аэропорту Пудун) |
| 25 февраля 2003 г.  | Неизвестный                                                  | Мали или Габон — Париж (предположительно)                        |                                       | Погиб (упал в районе Парижа) |
| 25 марта 2003 г.    | Неизвестный, 19 лет                                          | Во Франкфурт                                                     |                                       | Погиб |
| 24 декабря 2003 г.  | Неизвестный, около 25 лет                                    | Монтего-Бей — Нью-Йорк                                           |                                       | Погиб |
| 30 декабря 2003 г.  | Неизвестный, около 30 лет                                    | Лагос — Лондон — Нью-Йорк (рейс 117 British Airways)             | Boeing 747                            | Погиб (тело найдено после посадки в аэропорту имени Джона Кеннеди) |
| 21 июля 2004 г.     | Неизвестный, 20 лет                                          | Доминиканская Республика — Дюссельдорф                           |                                       | Погиб (замёрз) |
| 22 октября 2004 г.  | Неизвестный, около 20 лет                                    | Майами — Детройт                                                 |                                       | Погиб |
| 11 ноября 2004 г.   | Лян Кайлун, 14 лет, Су Цин, 13 лет                           | Куньмин — Чунцин                                                 | Airbus A320                           | Лян выжил, Су погиб, упав вскоре после взлёта |
| 16 ноября 2004 г.   | Неизвестный                                                  | Мали — Париж                                                     |                                       | Погиб |
| 30 ноября 2004 г.   | Неизвестный                                                  |                                                                  |                                       | Погиб (тело найдено в Лувене) |
| 25 мая 2005 г.      | Неизвестный, около 10 лет                                    | Дуньхуан — Ланьчжоу                                              | Airbus A320                           | Погиб |
| 7 июня 2005 г.      | Неизвестный                                                  | Йоханнесбург — Дакар — Нью-Йорк (рейс 203 South African Airways) |                                       | Погиб (раздавлен при подлёте к аэропорту имени Джона Кеннеди) |
| 12 января 2007 г.   | Неизвестный                                                  | Йоханнесбург — Дакар — Атланта (рейс 35 Delta Air Lines)         | Boeing 767                            | Погиб (замёрз и раздавлен) |
| 15 января 2007 г.   | Неизвестный                                                  | Банжул — Дакар — Брюссель                                        |                                       | Погиб |
| 28 января 2007 г.   | Сэмюэл Питер Бенджамин, 17 лет                               | Сингапур — Ванкувер — Гонконг — Кейптаун — Лондон — Лос-Анджелес | Boeing 747                            | Погиб в носовом отсеке, предпололожительно забравшись в него в своём родном Кейптауне 22 января, тело найдено в Лос-Анджелесе |
| 19 июля 2007 г.     | Азиат, около 50 лет                                          | Шанхай — Сан-Франциско                                           | Boeing 747                            | Погиб (в носовом отсеке) |
| 21 сентября 2007 г. | Андрей Щербаков, 15 лет                                      | Пермь — Москва                                                   | Boeing 737                            | Выжил, но получил сильное обморожение и ампутацию пальцев рук. |
| 12 октября 2007 г.  | Осама Р. М. Шублаг, палестинец                               | Куала-Лумпур — Сингапур (рейс 119 Singapore Airlines)            | Boeing 777-200                        | Выжил |
| 21 октября 2007 г.  | Ильгар Ашумов, 15 лет                                        | Баку — Москва                                                    | Ту-154                                | Погиб. В полёте потерял сознание в следствии гипоксии, при подлёте к аэропорту Домодедововывалился в бессознательном состоянии с высоты 1200 метров, когда открылся отсек и выпустились стойки шасси. Изувеченное тело найдено в 12 км от аэропорта |
| 9 августа 2009 г.   | Филипп Юрченко, 19 лет                                       | Иркутск — Хабаровск — Владивосток (рейс 486 Владивосток Авиа)    | Airbus A320                           | Погиб, раздавлен стойкой шасси в момент уборки. |
| 7 февраля 2010 г.   | Неизвестный                                                  | Нью-Йорк — Нарита (рейс 59 Delta Air Lines)                      | Boeing 777                            | Погиб |
| 18 февраля 2010 г.  | Неизвестный доминиканец                                      | Санто-Доминго — Майами                                           | Boeing 767                            | Погиб (упал при взлёте) |
| март 2010 г.        | Окечукву Океке, нигериец                                     | из Лагоса в США (рейс Delta Air Lines)                           | Boeing 777                            | Погиб в носовом отсеке |
| апрель 2010 г.      | Неизвестный африканец                                        | В Цюрих                                                          |                                       | Погиб (упал после выпуска шасси при подлёте к Цюриху, тело найдено в Вайслингене) |
| 6 июня 2010 г.      | Румын, 20 лет                                                | Вена — Лондон                                                    | Boeing 747                            | Выжил |
| 9 июля 2010 г.      | Неизвестный                                                  | Бейрут — Эр-Рияд                                                 |                                       | Погиб |
| 19 сентября 2010 г. | Гражданин Нигерии                                            | Йоханнесбург — Лагос (рейс Arik Air)                             |                                       | Погиб (раздавлен) |
| 2 ноября 2010 г.    | Рома Сороковиков, 16 лет                                     | Ербогачён — Киренск                                              | Ан-24                                 | Выжил, планировал добраться в Иркутск |
| 15 ноября 2010 г.   | Дельвонт Тисдейл, 16 лет                                     | Шарлотт — Бостон (рейс 1776 US Airways)                          | Boeing 737                            | Погиб (предположительно из-за смертельной травмы от шасси, упал при подлёте к Бостону) |
| 13 июля 2011 г.     | Г. Б. Адонис, 23 года                                        | Гавана — Мадрид                                                  |                                       | Погиб |
| 26 июля 2012 г.     | Неизвестный                                                  | Кейптаун — Лондон (рейс British Airways)                         | Boeing 747                            | Погиб |
| 9 сентября 2012 г.  | Жозе Матада, 27 лет                                          | Луанда — Лондон                                                  |                                       | Погиб (упал) |
| 26 октября 2012 г.  | Неизвестный                                                  | Лондон — Лагос                                                   | Airbus A340-500                       | Погиб |
| 8 апреля 2013 г.    | Неизвестный                                                  | Яунде — Париж (рейс Camair-Co)                                   | Boeing 767                            | Погиб |
| 6 июня 2013 г.      | Гражданин Грузии, 22 года (предположительно)                 | Римини — Москва                                                  | Airbus A330                           | Погиб |
| 18 июля 2013 г.     | Хикмет Комур, 32 года                                        | Стамбул — Лондон (рейс 675 British Airways)                      | Airbus A320                           | Погиб (замёрз), тело найдено после посадки в аэропорту Хитроу |
| 25 июля 2013 г.     | Неизвестный                                                  | Уагадугу — Ниамей — Париж (рейс 547 Air France)                  | Airbus A330                           | Погиб (упал при посадке в Ниамей) |
| 24 августа 2013 г.  | Даниэль Ихекина, 13-14 лет                                   | Бенин-Сити — Лагос                                               |                                       | Выжил |
| 5 января 2014 г.    | Неизвестный                                                  | Мешхед — Медина (аварийная посадка из-за неисправности шасси)    | Boeing 767-300ER                      | Погиб (раздавлен), части тела упали в Мушрефе (Джедда) |
| 22 февраля 2014 г.  | Крис Дике, нигериец                                          | Дакар — Вашингтон                                                | Airbus A340-300                       | Погиб |
| 20 апреля 2014 г.   | Яхья Абди, сомалиец, 16 лет                                  | Сан-Хосе (Калифорния) — Кахулуи (рейс 45 Hawaiian Airlines)      | Boeing 767                            | Выжил |
| 5 июня 2014 г.      | Неизвестный, 17 лет                                          | Саннефьорд — Амстердам (KLM Cityhopper)                          | Embraer 190                           | Погиб |
| 27 июля 2014 г.     | Неизвестный подросток                                        | Мали (предположительно) — авиабаза Рамштайн                      | Lockheed Martin C-130J Super Hercules | Погиб |
| 14 марта 2015 г.    | Неизвестный, около 40 лет                                    | Лагос — Нью-Йорк (рейс Arik Air)                                 | Airbus A340-500                       | Погиб (тело предположительно находилось в отсеке шасси с 11 марта 2015 г., когда самолёт выполнил свой рейс из Нью-Йорка) |
| 7 апреля 2015 г.    | Марио Стивен Амбарита, 21 год                                | Пеканбару — Джакарта (рейс 177 Garuda Indonesia)                 | Boeing 737-800                        | Выжил |
| 19 июня 2015 г.     | Двое неизвестных                                             | Йоханнесбург — Лондон (рейс 54 British Airways)                  | Boeing 747                            | Один погиб (упал при подлёте, тело найдено на крыше дома в Ричмонде). Второй выжил и был госпитализирован с травмами в тяжёлом состоянии. |
| 12 сентября 2015 г. | Неизвестный                                                  | Найроби — Амстердам (рейс Emirates SkyCargo)                     | Boeing 777-200                        | Погиб, тело обнаружено после посадки в аэропорту Схипхол |
| 11 января 2016 г.   | Неизвестный                                                  | Сан-Паулу — Париж (рейс Air France)                              | Boeing 777                            | Погиб, тело обнаружено во время технического обслуживания Boeing 777 в аэропорту Париж-Орли |
| январь 2020 г.      | Неизвестный, 10 лет                                          | Абиджан — Париж                                                  | Boeing 777                            | Погиб, тело обнаружено по прилёте в аэропорт Шарля де Голля. |
| 24.12.2024          | Неизвестный мужчина                                          | О’Хара (аэропорт)-Кахулуи (рейс 202 United Airlines)             | Boeing 777-222ER                      | Погиб, тело обнаружено в нише одной из основных стоек шасси, в аэропорту Кахалуи во время послеполётного осмотра, когда самолёт прибыл из Чикаго.                                                                                                   |
| 06.01.2025          | Двое неизвестных мужчин                                      | Нью-Йорк-Форт-Лодердейл/Холливуд (рейс 1801 JetBlue Airways)     | Airbus A320-232                       | Оба погибли. Тела обнаружены в отсеке шасси во время планового послеполётного осмотра в аэропорту Форт-Лодердейла. |